# 10シリング紙幣 (オーストラリア)
オーストラリア10シリング紙幣（オーストラリア10シリングしへい、10/-）は、オーストラリア銀行券の一つ。1913年に登場した。表面には「マシュー・フリンダース」の肖像が、裏面には「オーストラリア準備銀行本社ビル」の図案がデザインされている。10シリング紙幣から1ドル紙幣に置き換えられるまでは、オーストラリアの貨幣は英国通貨を中心としたポンド通貨圏に属しレートも基本的に英国に連動していた。
対オーストラリアドルは1豪ドル＝10豪シリングとされた。

## 参考
- Ian W. Pitt, ed (2000年). Renniks Australian Coin and Banknote Values (19 ed.). Chippendale, N.S.W.: Renniks Publications. ISBN 0-9585574-4-6

| 先代 10シリング紙幣 (イギリス) | 10シリング (オーストラリア) 1910年–1965年 | 次代 1ドル紙幣 (オーストラリア) |